# Große Riedlkarspitze
Die Große Riedlkarspitze ist ein 2585 m ü. A. hoher Berg im Karwendel in Tirol in der Hinterautal-Vomper-Kette. Benachbarte Gipfel sind die Breitgrieskarspitze (2590 m ü. A.) im Osten sowie die Larchetkarspitze (2541 m ü. A.) im Westen.
Unterhalb des Gipfels führt der 8-stündige Weg (Toni-Gaugg-Höhenweg) von der Pleisenhütte zum Karwendelhaus vorbei, die Riedlkarspitze wird bei dem Übergang jedoch meist nicht überschritten. Auf den Gipfel führt kein Weg. Von der Riedlkarscharte (erreichbar am besten von Süden aus dem Hinterkar, aber auch aus dem Großen Riedlkar von Norden) führt der Westgrat im Schwierigkeitsgrad I (UIAA) auf den Gipfel. Der Ostgrat weist ebenfalls die Schwierigkeit I auf. Die Gehzeit von der Pleisenhütte beträgt 3,5 Stunden, vom Karwendelhaus 4 Stunden.
Nordwestlich, etwa einen Kilometer entfernt, befindet sich die Kleine Riedlkarspitze (2244 m ü. A.) unterhalb der Nordabbrüche der Larchetkarspitze.
Geologisch ist die Große Riedlkarspitze wie ein Großteil des Karwendels aus Wettersteinkalk aufgebaut.